# Clephydroneura flavicornis
Clephydroneura flavicornis är en tvåvingeart som först beskrevs av Macquart 1838.  Clephydroneura flavicornis ingår i släktet Clephydroneura och familjen rovflugor. Inga underarter finns listade i Catalogue of Life.